# Поставнін Микола Васильович
Микола Васильович Поставнін (рос. Николай Васильевич Поставнин; нар. 28 грудня 1916, Москва, Російська імперія — пом. 21 лютого 1999) — радянський спортсмен (футбол, хокей із шайбою, хокей з м'ячем) та тренер.

## Спортивна біографія
Розпочинав у півзахисті футбольної команди «Крила Рад» (1934–1936). У московському «Динамо» був гравцем резервного складу. У переможному сезоні 1940 року провів у лізі шість матчів. Два повоєнних роки грав за «Динамо» (Мінськ). Завершив виступи у 1947 році у складі московського «Динамо». Всього в чемпіонаті СРСР провів 69 матчів та забив 9 голів.
Взимку грав у хокей з м'ячем. У складі «Динамо» (Москва) п'ять разів здобував кубок СРСР, неодноразово перемагав у чемпіонатах та кубках Москви.
У першому чемпіонаті з хокею із шайбою його команда здобула золоті нагороди, а Микола Поставнін став першим капітаном клубу. Виступав у трійці із крайніми нападниками Всеволодом Блінковим та Василем Трофімовим. Протягом п'яти сезонів брав участь у всіх лігових матчах «Динамо». По два рази був срібним та бронзовим призером чемпіонатів СРСР. Всього в чемпіонаті провів 79 матчів та забив 67 голів. У складі збірної Москви, брав участь в контрольних матчах з чехословацьким ЛТЦ (лютий 1948). У першому розіграші кубка СРСР провів три матчі та забив чотири голи.
У 1951 році був тренером футбольного клуба «Динамо» (Вологда), 1952 — «Динамо» (Іжевськ), 1953–1955 — «Динамо» (Московська область). З 1968 по 1970 рік очолював «Сибіряк» (Братськ). Тривалий час працював з футбольними, хокейними та молодіжними командами московського клубу «Серп та Молот» (1959–1964, 1965–1967, 1971–1988).
Помер 21 лютого 1999 року на 83-му році життя у Москві. Похований на П'ятницькому кладовищі столиці.

## Почесні звання
- Заслужений майстер спорту СРСР (1951)
- Заслужений тренер РРСФР (1967)

## Спортивні досягнення

### Хокей із шайбою
- Чемпіон СРСР (1): 1947
- Срібний призер (2): 1950, 1951
- Бронзовий призер (2): 1948, 1949

### Хокей з м'ячем
- Володар кубка СРСР (5): 1937, 1938, 1940, 1941, 1947

## Статистика
| Сезон   | Команда           | Ігри | Голи |
| ------- | ----------------- | ---- | ---- |
| 1946/47 | «Динамо» (Москва) | 7    | 11   |
| 1947/48 | «Динамо» (Москва) | 18   | 21   |
| 1948/49 | «Динамо» (Москва) | 17   | 8    |
| 1949/50 | «Динамо» (Москва) | 22   | 16   |
| 1950/51 | «Динамо» (Москва) | 15   | 11   |
| Всього  | Всього            | 79   | 67   |